# Werner Klaas
Werner Klaas (Lennestadt, 10 maggio 1914 – 26 marzo 1945) è stato un calciatore tedesco, di ruolo difensore.